# Heliotropium applanatum
Heliotropium applanatum är en strävbladig växtart som beskrevs av Mats Thulin och B. Verdcourt. Heliotropium applanatum ingår i Heliotropsläktet som ingår i familjen strävbladiga växter. Inga underarter finns listade i Catalogue of Life.